# 포이베

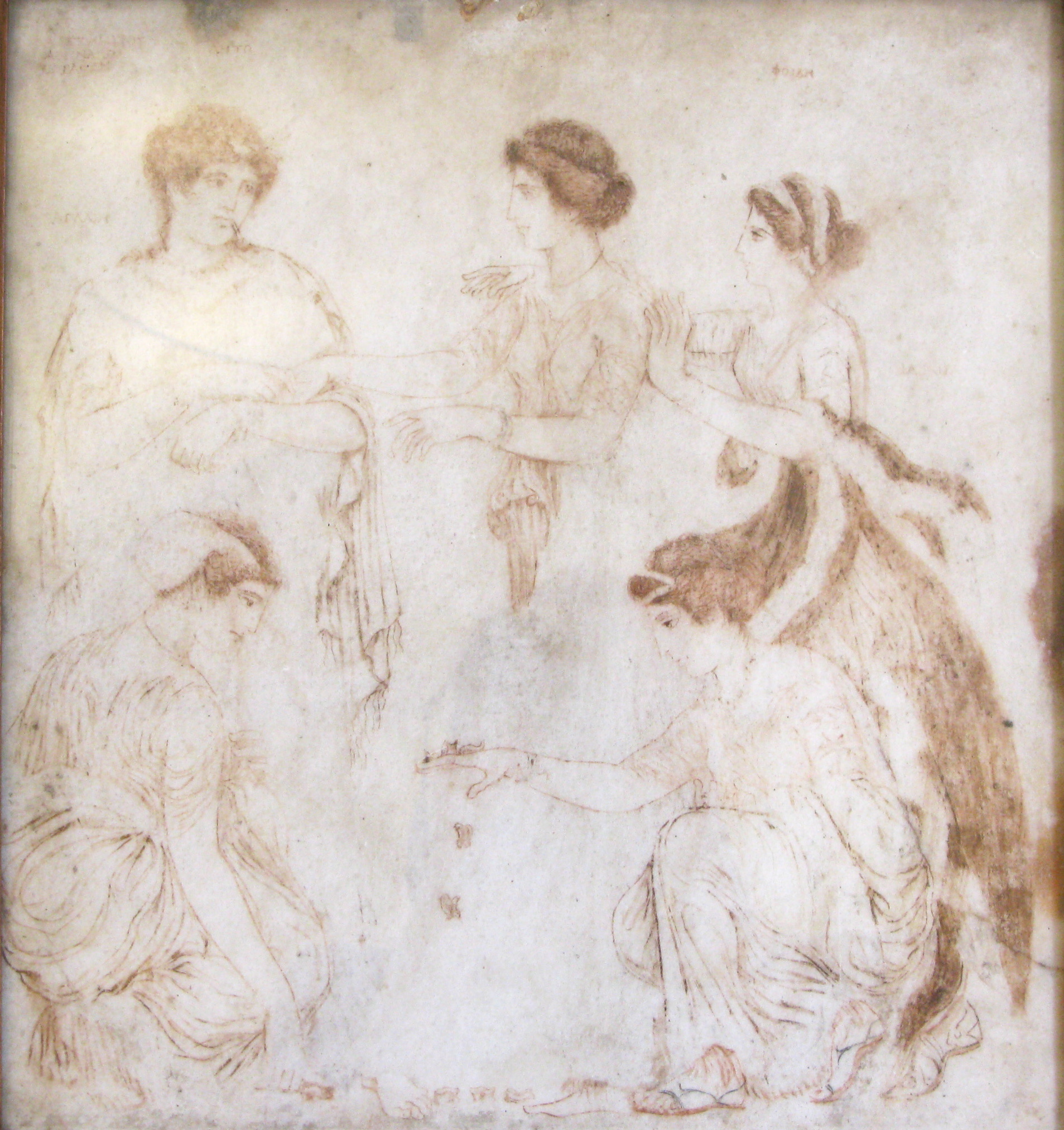

포이베(고대 그리스어: φοίβη Phoibe[*])는 그리스 신화에서 태초부터 있던 신들인 하늘의 남신 우라노스와 대지의 여신 가이아 사이에서 태어난 12명의 티탄 중의 하나이다. 포이베는 포이보스의 여성형으로 ‘밝게 빛나는’이란 뜻이다.
포이베는 역시 남매지간인 티탄의 일원 코이오스와 결합하여 두 명의 딸을 낳았는데, 다음과 같다.
- 레토 : 제우스와 결혼하여 아폴론(태양의 남신)과 아르테미스(달의 여신)를 낳음
- 아스테리아 : 남신 페르세스와 결혼하여 헤카테를 낳음

아이스킬로스의 《에우니메데스》에 따르면 포이베는 같은 티탄족 여신이자 자매인 율법의 여신 테미스의 뒤를 이어 델포이 신전의 주인이 되었다고 한다. 델포이의 주인은 나중에 아폴론이 물려받는다. 후대로 내려오면서 포이베는 아르테미스와 동일시되기도 하였고 아르테미스의 별명으로 쓰이기도 했다.

## 같이 보기
- 디오네 (신화)
- 카산드라
- 크리오스